# Reseda Ranch
Reseda Ranch – jedna z najnowszych dzielnic Los Angeles, w San Fernando Valley. Została ustanowiona 19 sierpnia 2008 roku. Dzielnica posiada charakter wiejski, hodowane są tu konie i inne zwierzęta gospodarskie.
Reseda Ranch jest najbardziej na północ wysuniętą częścią Resedy, od Roscoe Boulevard do Saticoy Street, ograniczona przez Wilbur Avenue na wschodzie i Tampa Avenue na zachodzie. Zachodni sektor rozciąga się od Tampa Avenue do Corbin Avenue na zachodzie, pomiędzy Strathern Street na południu i Cantara Street na północy. Granice dzielnicy wykreślone są na Mapach Google.